# Вер, Роджер
Роджер Кит Вер (род. 27 января 1979, Сан-Хосе, Калифорния) — ранний инвестор в стартапы в области биткойна. Вер является одним из главных сторонников криптовалюты Bitcoin Cash, одного из форков биткойна, который нацелен на решение таких проблем, как малая пропускная способность крипты и высокая стоимость транзакций.
Роджер Вер родился в Сан-Хосе, Калифорния. После окончания школы, Роджер посещал De Anza College на протяжении года, однако затем отчислился для того, чтобы посвятиться своим бизнес-интересами. В 2005 году он переехал в Японию после отбывания 10 месяцев в тюрьме за нелегальную продажу взрывчатки. В 2014 году Роджер получил гражданство Сент-Китс и Невис и отказался от своего гражданства США.